# Blang Luah Kb
Blang Luah Kb is een bestuurslaag in het regentschap Aceh Barat van de provincie Atjeh, Indonesië. Blang Luah Kb telt 148 inwoners (volkstelling 2010).